# Lisposidama filipes
Lisposidama filipes is een hooiwagen uit de familie Assamiidae.